# Civil Contingencies Committee
Das Civil Contingencies Committee (Deutsch etwa: „staatlicher Notfallausschuss“), in der Öffentlichkeit besser als COBRA bekannt (nach dem Tagungsort Cabinet Office Briefing Room A), ist ein Ausschuss des Parlamentes des Vereinigten Königreichs, der für strategische Fragen in Ausnahmesituationen zuständig ist. Der Ausschuss besteht aus Vertretern der wichtigsten Ministerien, die im Falle einer Krise, wie etwa eines Terrorangriffs oder einer Naturkatastrophe, für eine begrenzte Dauer, für einen bestimmten Zweck zusammentreten.

## Aufgabenstellung
Der Ausschuss tritt gewöhnlich unter dem Vorsitz des Innenministers oder des Premierministers zusammen. Eine Hauptaufgabe ist die Sicherstellung einer einheitlichen Informationslage für alle Regierungsstellen.

## Einzelne Fälle
- Am 15. Januar 2018 trat COBRA unter David Lidington zusammen, um die Folgen der Pleite des wichtigen Konzerns Carillion zu erörtern, der bis dahin für den Bau und den Betrieb kritischer Infrastrukturprojekte aus Bereichen wie Verkehr- und Gesundheitsversorgung im Vereinigten Königreich verantwortlich war.[2]

- Im März 2018 wurde ein COBRA Treffen zur Erörterung der Vergiftung des Ex-Spions Sergei Skripal unter dem Vorsitz von Innenministerin Amber Rudd angesetzt.[3]